# Diogo Jota
Pour les articles homonymes, voir Jota (homonymie).
Teixeira da Silva est un nom portugais ; le premier nom de famille (d'usage facultatif) est Teixeira et le second est da Silva.
Diogo Jota, de son vrai nom Diogo José Teixeira da Silva, né le 4 décembre 1996 à Porto au  Portugal et mort le 3 juillet 2025 à Cernadilla en Espagne, est un footballeur international portugais ayant évolué au poste d'avant-centre ou d'ailier gauche.

## Carrière en club

### Débuts au Paços de Ferreira
Diogo Jota commence le football au Gondomar SC où il joue jusqu'à l'âge de 16 ans. Il est alors suivi par le Benfica Lisbonne qui décide de ne pas le recruter en raison d'un physique jugé trop frêle.
Il est repéré par le Paços de Ferreira grâce à deux excellentes saisons en U17. Il fait ses débuts le 19 octobre 2014 en Coupe du Portugal contre l'Atlético SC. Il marque ce jour-là son premier but et délivre également une passe décisive, permettant à son équipe de s'imposer (4-0).
Son premier match en Primeira Liga s'effectue le 20 février 2015 contre Vitória Guimarães (2-2). Le 17 mai 2015, il inscrit ses deux premiers buts en championnat contre l'Académica de Coimbra (victoire 3-2). Il devient ainsi le plus jeune joueur à marquer sous les couleurs du Paços en Primeira Liga. Pour sa première saison, Jota inscrit 4 buts en 12 matchs. Lors de la saison 2015-2016, il inscrit 12 buts en 31 matchs avec l'équipe du Paços de Ferreira.

### Transfert à l'Atlético de Madrid et prêt au FC Porto
Le 14 mars 2016, Jota signe en faveur de l'Atlético de Madrid pour cinq ans, le contrat étant effectif à partir du 1er juillet. Toutefois, le joueur est directement prêté pour une saison au FC Porto le 26 août.
Le 1er octobre 2016, il inscrit un triplé sur la pelouse du CD Nacional (victoire 0-4).
Il découvre la compétition continentale en prenant part à la Ligue des champions lors de la saison 2016-2017. Il marque son premier but dans cette compétition le 7 décembre 2016 contre le club anglais de Leicester City (victoire 5-0).

### Wolverhampton Wanderers
Le 25 juillet 2017, Diogo Jota est prêté une saison au Wolverhampton Wanderers, club anglais évoluant alors en Championship.
Il joue son premier match pour les Wolves dès la première journée de la saison 2017-2018 face au Middlesbrough FC le 5 août 2017. Il est titularisé ce jour-là et son équipe s'impose sur le score de un but à zéro, sur une réalisation de Léo Bonatini. Jota inscrit son premier but lors de la quatrième journée de championnat le 15 août suivant, contre Hull City au KCOM Stadium, contribuant ainsi à la victoire de son équipe (2-3). Le 16 septembre 2017 il réalise son premier doublé, face à Nottingham Forrest, en championnat. Ces deux buts permettent à son équipe de remporter la partie (1-2). En janvier 2018, Wolverhampton annonce qu'un accord est trouvé avec l'Atlético de Madrid pour l'achat du joueur, effectif à l'été 2018. L'indemnité de transfert est estimée à 14 millions d'euros. Diogo Jota s'impose dès sa première saison, jouant un total de 44 matchs de championnats pour 17 buts inscrits, ce qui fait de lui le meilleur buteur du club et le cinquième meilleur buteur de la ligue. Ses performances contribuent grandement au sacre de Wolverhampton qui remporte le championnat de deuxième division cette saison-là et est ainsi promu dans l'élite du football anglais.

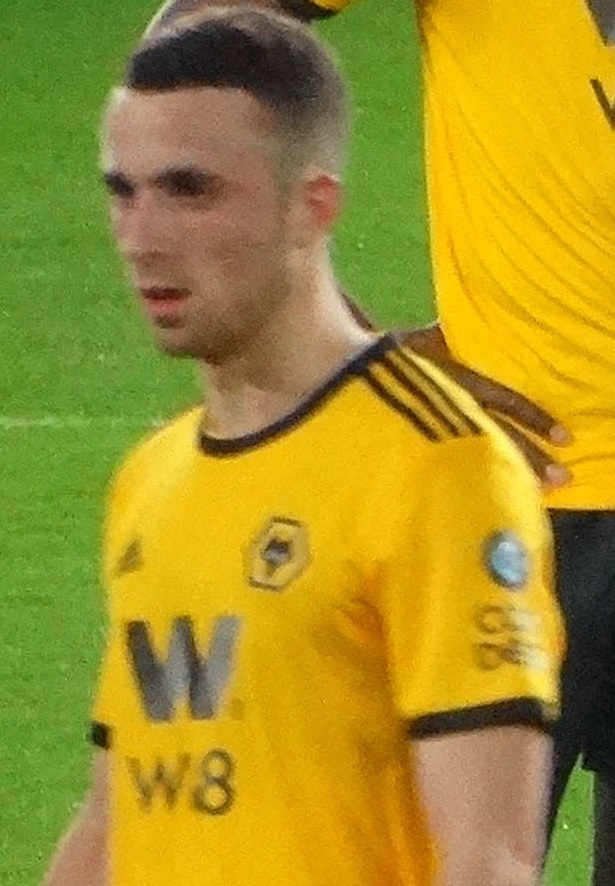
Jota avec Wolverhampton en décembre 2018.

Jota découvre donc la Premier League lors de la saison 2018-2019, faisant sa première apparition dans la compétition dès la première journée face à Everton où il est titularisé (2-2 score final). Muet lors des treize premières journées de championnat, il garde la confiance de Nuno Espírito Santo, son entraîneur, qui continue de le titulariser. Il faut attendre le 5 décembre 2018 et la réception de Chelsea pour le voir inscrire son premier but en Premier League. Une réalisation importante puisqu'elle permet à son équipe de s'imposer (2-1). Jota récidive quatre jours plus tard en ouvrant le score lors de la victoire face à Newcastle United (1-2). Le 19 janvier 2019, Diogo Jota inscrit trois buts lors de la victoire de son équipe en championnat face à Leicester City (4-3). Il devient ainsi le deuxième joueur portugais à réaliser cet exploit dans le championnat, après Cristiano Ronaldo onze ans plus tôt. Il s'agit également du premier triplé pour un joueur des Wolves dans l'élite depuis 42 ans, le dernier à réaliser cela est John Richards, au mois d'octobre 1977 face à Leicester City également. Jota se fait remarquer également en coupe d'Angleterre en inscrivant un but important le 16 mars 2019 face à Manchester United, qui permet à son équipe de l'emporter et d'accéder au tour suivant (2-1). En championnat, le promu termine à la septième place du classement, qui lui permet de se qualifier pour les matchs éliminatoires de la Ligue Europa.
Lors de la campagne de Ligue Europa 2019-2020, Diogo Jota marque dès son premier match de la compétition face au Crusaders FC le 25 juillet 2019 (2-0 pour les Wolves). Lors de la phase de groupe, il se distingue en inscrivant notamment un triplé contre Beşiktaş, le 12 décembre 2019 (victoire 4-0 de Wolverhampton), mais également trois autres buts lors du premier tour à élimination direct face à l'Espanyol de Barcelone le 20 février 2020, permettant aux siens de s'imposer (4-0).

### Confirmation au Liverpool FC
Le 19 septembre 2020, Jota s'engage en faveur du Liverpool FC. Tenu secret par le club, le contrat du Portugais s'étend sur cinq ans pour un montant de transfert que la presse estime à 43 millions d'euros,.
Jota est lancé par Jürgen Klopp le 24 septembre 2020 en remplaçant Harvey Elliott contre Lincoln City en League Cup. Quatre jours plus tard, il entre en jeu contre Arsenal et marque le troisième but de son équipe qui conclut un succès 3-1 à Anfield pour le compte de la 3e journée de Premier League. Jota obtient sa première titularisation le 1er octobre contre Arsenal en League Cup, match perdu aux tirs au but. Le 27 octobre, il marque le 10 000e but de l'histoire du club contre Midtjylland en Ligue des champions (victoire 2-0). Jota confirme son bon début de saison en réalisant son premier triplé pour les Reds le 3 novembre face à l'Atalanta Bergame en Ligue des champions. Ses performances en octobre 2020 lui valent d'être élu joueur du mois par les supporters de Liverpool.

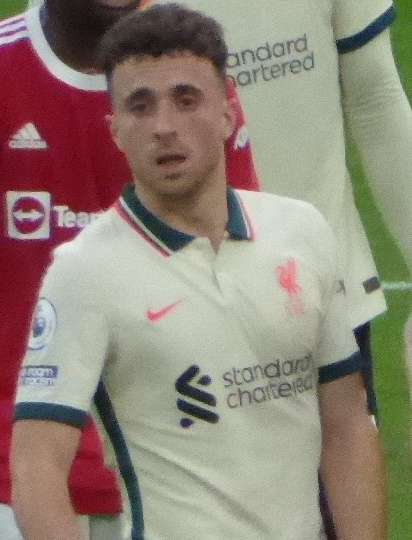
Jota avec Liverpool fin 2021.

Il commence la saison 2021-2022 en marquant dès la première journée contre Norwich City, le 14 août 2021, contribuant à la victoire de son équipe (0-3). Le 27 novembre suivant, Jota réalise son premier doublé de la saison, contre le Southampton FC, en championnat. Il contribue à la victoire de son équipe par quatre buts à zéro.
En août 2022, le contrat de Jota avec Liverpool est prolongé de deux saisons et se termine désormais en juin 2027.

## Carrière en équipe nationale

### Sélections jeunes
Jota a commencé à jouer pour le Portugal au niveau des moins de 19 ans, marquant son premier but le 29 mai 2015 lors d'une victoire à domicile de 6–1 contre la Turquie lors des qualifications du Championnat d'Europe des moins de 19 ans 2015. Il a reçu sa première sélection avec l'équipe des moins de 21 ans le 17 novembre de la même année alors qu'il n'avait pas encore 19 ans, jouant 15 minutes lors de la défaite 3–0 à l'extérieur contre Israël lors d'une autre qualification. Le 25 mai 2018, il a inscrit un doublé pour les moins de 21 ans lors de leur victoire 3–2 en match amical contre l'Italie à Estoril,.

### Équipe nationale A
En mars 2019, Jota est appelé pour la première fois en équipe senior, en prévision des premiers matchs de qualification de l'UEFA Euro 2020 contre l'Ukraine et la Serbie. Bien qu'il n'ait pas encore été capé, il fait partie de l'équipe qui remporte la Finale de la Ligue des nations de l'UEFA 2019 à domicile en juin, mais il ne joue pas. Le 14 novembre, il fait ses débuts en remplaçant Cristiano Ronaldo à la 84ème minute lors d'une victoire 6-0 contre la Lituanie lors d'un match de qualification pour l'UEFA Euro 2020. Il marque son premier but international le 5 septembre 2020 lors d'une victoire à domicile 4-1 contre la Croatie lors de la Ligue des nations de l'UEFA,,.
Jota a été sélectionné dans la liste finale du Portugal pour l'Euro 2020, marquant lors d'une défaite 4-2 en phase de groupes contre l'Allemagne. Il a joué tous les matchs lors de la défaite en huitièmes de finale contre la Belgique. 
Le 18 octobre 2022, Jota a été déclaré forfait pour la Coupe du monde 2022 en raison d'une blessure au mollet qu'il a subie lors d'un match de championnat avec Liverpool contre Manchester City le 16 octobre 2022.
En mai 2024, il fait partie de la liste des 26 joueurs convoqués par Roberto Martinez pour disputer l'Euro 2024.

## Vie privée, mort et hommages

### Vie privée
Jota est un passionné de jeux vidéo et, au 6 février 2021, était classé n° 1 mondial dans le classement des Champions de FIFA 21. Il possède sa propre équipe d'eSports appelée « Diogo Jota eSports » et diffuse régulièrement en streaming sur Twitch. Pendant le confinement dû à la pandémie de COVID-19, il a participé à une série de matchs FIFA invitational organisée par la Premier League, battant finalement son futur coéquipier Trent Alexander-Arnold en finale de la compétition,.
Jota et sa femme Rute Cardoso ont 3 enfants. Ils se marient le 22 juin 2025, près de trois ans après leurs fiançailles début juillet 2022.

### Mort
Le 3 juillet 2025 à l'aube, Diogo Jota circule à bord de sa Lamborghini Huracán sur l'autoroute A52, dans la province de Zamora (nord-ouest de l'Espagne, non loin de la frontière avec le Portugal). L'accident a lieu lors d'un dépassement au kilomètre 65 (municipalité de Cernadilla), lorsqu'un des pneus de la voiture éclate, provoquant une sortie de route puis l'incendie du véhicule.
Diogo Jota et son frère André Filipe Silva (en), âgés respectivement de 28 et 25 ans, meurent dans l'accident,. L'incendie très intense provoqué se propage à la végétation environnante, mobilisant plusieurs pompiers de la ville voisine de Rionegro del Puente.

### Hommages

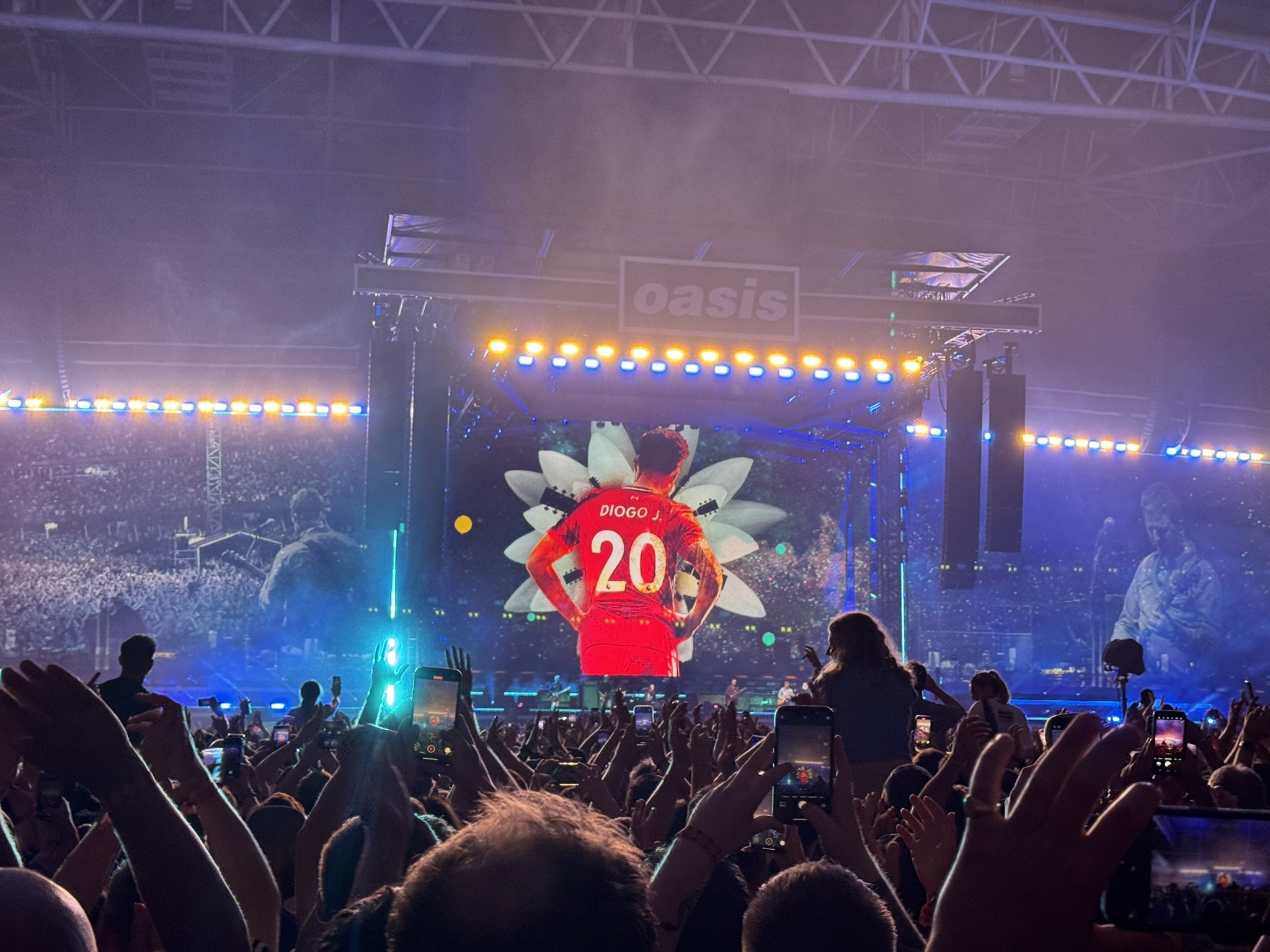
Hommage par le groupe Oasis à un concert début juilet 2025.

Le Liverpool FC retire son numéro (le n°20) le 11 juillet 2025.

## Statistiques

### Par saison en club
Ce tableau présente les statistiques en carrière de joueur de Diogo Jota,,.

| Saison                | Club                           | Championnat           | Championnat | Championnat | Championnat | Coupe(s) nationale(s) | Coupe(s) nationale(s) | Coupe(s) nationale(s) | Compétition(s) continentale(s) | Compétition(s) continentale(s) | Compétition(s) continentale(s) | Compétition(s) continentale(s) | Total | Total | Total |
| Saison                | Club                           | Division              | M.          | B.          | P.d.        | M.                    | B.                    | P.d.                  | Comp.                          | M.                             | B.                             | P.d.                           | M.    | B.    | P.d.  |
| 2014-2015             | Paços de Ferreira              | Liga Nos              | 10          | 2           | 3           | 2                     | 2                     | 1                     | -                              | -                              | -                              | -                              | 12    | 4     | 4     |
| 2015-2016             | Paços de Ferreira              | Lige Nos              | 31          | 12          | 8           | 4                     | 2                     | 2                     | -                              | -                              | -                              | -                              | 35    | 14    | 10    |
| Sous-total            | Sous-total                     | Sous-total            | 41          | 14          | 11          | 6                     | 4                     | 3                     | -                              | -                              | -                              | -                              | 47    | 18    | 14    |
| 2016-2017             | FC Porto (prêt)                | Liga Nos              | 27          | 8           | 7           | 3                     | 0                     | 0                     | C1                             | 8                              | 1                              | 0                              | 38    | 9     | 7     |
| 2017-2018             | Wolverhampton Wanderers (prêt) | Championship          | 44          | 17          | 6           | 2                     | 1                     | 0                     | -                              | -                              | -                              | -                              | 46    | 18    | 6     |
| 2018-2019             | Wolverhampton Wanderers        | Premier League        | 33          | 9           | 5           | 4                     | 1                     | 2                     | -                              | -                              | -                              | -                              | 37    | 10    | 7     |
| 2019-2020             | Wolverhampton Wanderers        | Premier League        | 34          | 7           | 1           | -                     | -                     | -                     | C3                             | 14                             | 9                              | 5                              | 48    | 16    | 6     |
| Sous-total            | Sous-total                     | Sous-total            | 111         | 33          | 12          | 6                     | 2                     | 2                     | -                              | 14                             | 9                              | 5                              | 131   | 44    | 19    |
| 2020-2021             | Liverpool FC                   | Premier League        | 19          | 9           | 0           | 2                     | 0                     | 0                     | C1                             | 9                              | 4                              | 1                              | 30    | 13    | 1     |
| 2021-2022             | Liverpool FC                   | Premier League        | 35          | 15          | 6           | 9                     | 5                     | 0                     | C1                             | 11                             | 1                              | 2                              | 55    | 21    | 8     |
| 2022-2023             | Liverpool FC                   | Premier League        | 22          | 7           | 4           | 0                     | 0                     | 0                     | C1                             | 6                              | 0                              | 4                              | 28    | 7     | 8     |
| 2023-2024             | Liverpool FC                   | Premier League        | 21          | 10          | 4           | 6                     | 2                     | 1                     | C3                             | 5                              | 3                              | 0                              | 32    | 15    | 5     |
| 2024-2025             | Liverpool FC                   | Premier League        | 26          | 6           | 3           | 7                     | 3                     | 0                     | C1                             | 4                              | 0                              | 0                              | 37    | 9     | 3     |
| Sous-total            | Sous-total                     | Sous-total            | 123         | 47          | 17          | 24                    | 10                    | 1                     | -                              | 35                             | 8                              | 7                              | 182   | 65    | 25    |
| Total sur la carrière | Total sur la carrière          | Total sur la carrière | 302         | 102         | 47          | 39                    | 16                    | 6                     | -                              | 57                             | 18                             | 12                             | 398   | 136   | 65    |

### Buts internationaux
| Buts internationaux de Diogo Jota | Buts internationaux de Diogo Jota | Buts internationaux de Diogo Jota             | Buts internationaux de Diogo Jota | Buts internationaux de Diogo Jota | Buts internationaux de Diogo Jota | Buts internationaux de Diogo Jota            | Buts internationaux de Diogo Jota | Buts internationaux de Diogo Jota |
|                                   | Date                              | Lieu                                          | Adversaire                        | Score                             | Résultats                         | Compétitions                                 | Sel.                              |                                   |
| --------------------------------- | --------------------------------- | --------------------------------------------- | --------------------------------- | --------------------------------- | --------------------------------- | -------------------------------------------- | --------------------------------- | --------------------------------- |
| 1                                 | 5 septembre 2020                  | Estádio do Dragão, Porto, Portugal            | Croatie                           | 2-0                               | 4 - 1                             | Ligue des nations 2020-2021                  | 3e                                |                                   |
| 2                                 | 14 octobre 2020                   | Estádio José Alvalade XXI, Lisbonne, Portugal | Suède                             | 2-0                               | 3 - 0                             | Ligue des nations 2020-2021                  | 7e                                |                                   |
| 3                                 | 14 octobre 2020                   | Estádio José Alvalade XXI, Lisbonne, Portugal | Suède                             | 3-0                               | 3 - 0                             | Ligue des nations 2020-2021                  | 7e                                |                                   |
| 4                                 | 27 mars 2021                      | Stade Rajko Mitić, Belgrade, Serbie           | Serbie                            | 0-1                               | 2 - 2                             | Éliminatoires Coupe du monde 2022            | 11e                               |                                   |
| 5                                 | 27 mars 2021                      | Stade Rajko Mitić, Belgrade, Serbie           | Serbie                            | 0-2                               | 2 - 2                             | Éliminatoires Coupe du monde 2022            | 11e                               |                                   |
| 6                                 | 30 mars 2021                      | Stade Josy Barthel, Luxembourg, Luxembourg    | Luxembourg                        | 1-1                               | 1 - 3                             | Éliminatoires Coupe du monde 2022            | 12e                               |                                   |
| 7                                 | 19 juin 2021                      | Allianz Arena, Munich, Allemagne              | Allemagne                         | 2-4                               | 2 - 4                             | Euro 2020                                    | 16e                               |                                   |
| 8                                 | 7 septembre 2021                  | Olimpiya Stadionu, Bakou, Azerbaïdjan         | Azerbaïdjan                       | 0-3                               | 0 - 3                             | Éliminatoires Coupe du monde 2022            | 21e                               |                                   |
| 9                                 | 24 mars 2022                      | Estádio do Dragão, Porto, Portugal            | Turquie                           | 2-0                               | 3 - 1                             | Éliminatoires Coupe du monde 2022 (barrages) | 23e                               |                                   |
| 10                                | 24 septembre 2022                 | Fortuna Arena, Prague, République Tchèque     | Tchéquie                          | 0-4                               | 0 - 4                             | Ligue des Nations 2022-2023                  | 28e                               |                                   |
| 11                                | 11 septembre 2023                 | Stade de l'Algarve, Almancil, Portugal        | Luxembourg                        | 5-0                               | 9 - 0                             | Éliminatoires Euro 2024                      | 33e                               |                                   |
| 12                                | 11 septembre 2023                 | Stade de l'Algarve, Almancil, Portugal        | Luxembourg                        | 7-0                               | 9 - 0                             | Éliminatoires Euro 2024                      | 33e                               |                                   |
| 13                                | 4 juin 2024                       | Estádio José Alvalade XXI, Lisbonne, Portugal | Finlande                          | 2-0                               | 4 - 2                             | Match amical                                 | 45e                               |                                   |
| 14                                | 8 juin 2024                       | Stade national du Jamor, Oeiras, Portugal     | Croatie                           | 1-1                               | 1 - 2                             | Match amical                                 | 48e                               |                                   |

## Palmarès

### En club

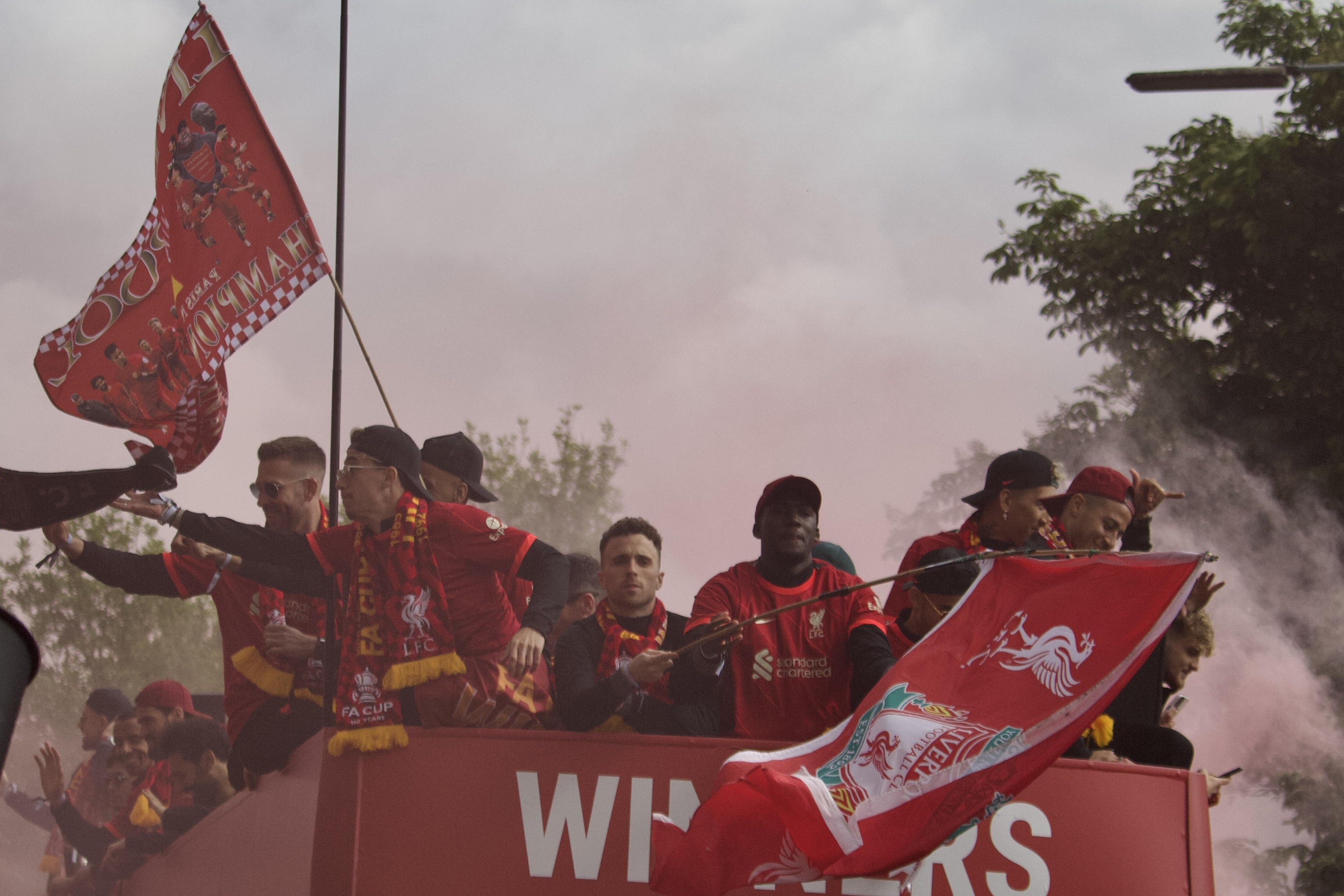
Jota (au centre) en parage avec Liverpool en mai 2022.

| Liverpool FC (4) | Wolverhampton (1)                  |
| --- | ---------------------------------- |
| Championnat d'Angleterre (1) - Champion : 2025 - Vice-champion : 2022 - Coupe de la Ligue anglaise (2) - Vainqueur : 2022 et 2024 - Finaliste : 2025 - Coupe d'Angleterre (1) - Vainqueur : 2022 - Ligue des champions : - Finaliste : 2022 | - Championship : - Champion : 2018 |

### En sélection
- Portugal
  - Vainqueur de la Ligue des nations en 2019 et 2025